# Верчеллана, Роза
Роза Верчеллана, 1-я графиня Мирафьори и Фонтанафредды (итал. Rosa Vercellana, contessa di Mirafiori e Fontanafredda; 3 июня 1833, Ницца — 26 декабря 1885, Пиза), более известная как просто Розина или прекрасная Розина (пьем. La Bela Rosin), — фаворитка, а впоследствии и жена итальянского короля Виктора Эммануила II. Морганатический статус их брака не позволил носить Розе титул королевы Италии.

## Биография
Роза Верчеллана родилась в Ницце, тогда входившей в состав Сардинского королевства, и была младшим ребёнком в семье Джованни Баттисты Верчелланы и Марии Терезы Грильо. Через четыре дня после своего появления на свет она была крещена под именем Мария Роза Тереза Алоизия .
Её отец, уроженец Монкальво в пьемонтской провинции Асти, служил знаменосцем в Наполеоновской императорской гвардии. После падения Наполеона он был назначен офицером королевской гвардии и к 1847 году командовал королевским гарнизоном в охотничьем поместье Раккониджи. Там же, где он проживал со своей семьёй, 14-летняя Роза и познакомилась с наследным принцем Виктором Эммануилом. Она стала его любовницей и впоследствии родила от него двоих детей.
Их роман вызвал большой скандал в 1849 году, когда Виктор Эммануил был коронован королём Сардинии. После смерти супруги в 1855 году, монарх даровал Розе титул графини Мирафьори и Фонтанафредда, подписав в 1858 году королевский указ. Король также официально признал их двоих детей и присвоил им фамилию Герьери. В 1860 году Виктор Эммануил поселил её в новой резиденции в отреставрированном замке Ла-Мандрия, неподалёку от Венарии.
В 1864 году столица Италии была перенесена из Турина во Флоренцию, Роза Верчеллана обосновалась в окрестностях последней, на вилле Ла-Пьетрая. Пять лет спустя король тяжело заболел в Сан-Россоре, королевском поместье близ Пизы. Опасаясь смерти, 18 октября 1869 года он поспешно женился на своей любовнице, проведя лишь формальную религиозную церемонию, не дававшую его супруге никаких гражданских прав. В Рим были отправлены телеграммы с просьбой о папском благословении.
Гражданская церемония состоялась в Риме восемь лет спустя, в 1877 году. Это был морганатический брак, не позволявший Розе носить титул королевы, а её детям — наследовать трон.
Виктор Эммануил умер через два месяца после этой церемонии. Роза Верчеллана пережила его на восемь лет и скончалась 26 декабря 1885 года.

## Мавзолей
Поскольку савойская королевская семья отказалась похоронить Розу рядом с мужем в римском Пантеоне, её дети возвели для неё мавзолей похожей формы (хотя и в меньшем масштабе) в Турине, рядом с дорогой в направлении Кастелло-ди-Мирафьори. Круглое неоклассическое здание с медным куполом, увенчанное латинским крестом и окружённое большим парком, было спроектировано архитектором Анджело Димецци и построено в 1888 году.
В 1970 году мавзолей был приобретён туринским городским советом у потомка Розы Верчелланы за 132 миллиона итальянских лир. Парк был открыт для публики два года спустя, но почти сразу же мавзолей был ограблен, останки Верчелланы и её потомков были повреждены преступниками, искавшими драгоценности. В последующие годы случились новые акты вандализма, и здание пришло в запустение. Масштабная реставрация мавзолея была проведена в начале XXI века, и парк был вновь открыт для публики в 2005 году.

## Дети
У Виктора Эммануила II и Розы Верчелланы было двое детей:
- Виттория Геррьери (2 декабря 1848—1905)[8][9] вышла замуж за маркиза Джакомо Спинолу; имела потомство
- Эмануэль Альберто Геррьери (16 марта 1851—23 декабря 1894), граф Мирафьори и Фонтанафредда[9], женился на Бьянке Энрикетте де Лардерель, дочери Энрико де Лардереля, графа Монтечерболи.